# إبراهام مون
إبراهام مون (بالإنجليزية: Abraham Munn)‏ هو رائد أعمال أمريكي، ولد في 1818 في نيوجيرسي في الولايات المتحدة، وتوفي في 1910.